# Клейтън Андерсън
Клейтън Конрад Андерсън (на английски: Clayton Conrad Anderson) e американски астронавт, участник в два космически полета и дълговременен престой от 152 денонощия на МКС по време на Експедиция 15.

## Образование
Клейтън Андерсън завършва колежа Ashland-Greenwood High School в Небраска през 1977 г. През 1981 г. завършва колежа Hastings College в Небраска, с бакалавърска степен по физика. През 1983 г. получава магистърска степен по аерокосмическо инженерство в университета на щата Айова.

## Служба в НАСА
Клейтън Андерсън започва работа в НАСА непосредствено след дипломирането си през 1983 г. Назначен е в дивизията по планиране и анализ на космическите полети. От 1988 г. работи в директората по полетни операции. През 1993 г. става шеф на отдела по дизайн на мисиите. Избран за астронавт от НАСА на 4 юни 1998 г., Астронавтска група №17. През август същата година започва обучението му в космическия център Линдън Джонсън, Хюстън, Тексас. Първото си назначение получава през 2001 г., като CAPCOM офицер на Експедиция 4 на МКС. През ноември 2002 г. завършва курс на обучение по извънкорабна дейност. След това е включен в дублиращите екипажи на Експедиция 12, Експедиция 13 и Експедиция 14 на МКС. Взема участие в два космически полета. Има в актива си 6 космически разходки с обща продължителност 38 часа и 28 минути – 26-о постижение към 2012 г.

## Полети
Клейтън К. Андерсън лети в космоса като член на екипажа на е три мисии:
| Космически полети на Клейтън Конрад Андерсън              | Космически полети на Клейтън Конрад Андерсън | Космически полети на Клейтън Конрад Андерсън    | Космически полети на Клейтън Конрад Андерсън | Космически полети на Клейтън Конрад Андерсън  | Космически полети на Клейтън Конрад Андерсън | Космически полети на Клейтън Конрад Андерсън |
| №                                                         | Дата                                         | КК                                              | Емблема на мисията                           | Функции                                       | Продължителност                              |                                              |
| --------------------------------------------------------- | -------------------------------------------- | ----------------------------------------------- | -------------------------------------------- | --------------------------------------------- | -------------------------------------------- | -------------------------------------------- |
| 1                                                         | 8 юни 2007                                   | „Атлантис“, мисия STS-117, Експедиция 15 на МКС |                                              | Специалист на мисията, Бордови инженер на МКС | 151 денонощия 18 часа 23 минути              |                                              |
|                                                           | 7 ноември 2007                               | „Дискавъри“, мисия STS-120                      |                                              | Специалист на мисията                         | Приземяване с мисия STS-120                  |                                              |
| 2                                                         | 5 април 2010                                 | „Дискавъри“, мисия STS-131                      |                                              | Специалист на мисията                         | 15 денонощия 02 часа 47 минути 11 сек.       |                                              |
| Сумарно време в космоса – 166 денонощия 21 часа 10 минути |                                              |                                                 |                                              |                                               |                                              |                                              |

## Личен живот
Клейтън Андерсън е женен и има две деца – син и дъщеря. Със съпругата си Сюзан живее в малко градче в щата Небраска.